# Подгорный (Ростовская область)
Подгорный — хутор в Матвеево-Курганском районе Ростовской области.
Входит в состав Большекирсановского сельского поселения.

## География
На хуторе имеется одна улица: Подгорная.

## Население
| 2010 |
| ---- |
| 32   |